# معافیت از سربازی در ایران
برای معافیت از سربازی اجباری در ایران، شرایط مختلفی وجود دارد. به‌طور کلی دو نوع معافیت وجود دارد؛ معافیت موقت و معافیت دائم. معافیت موقت فقط برای «جریمه‌نشدن و نداشتن غیبت» است. در اینجا معافیت سربازی دائمی توضیح داده شده‌است.

## معافیت سهمیه جانبازی

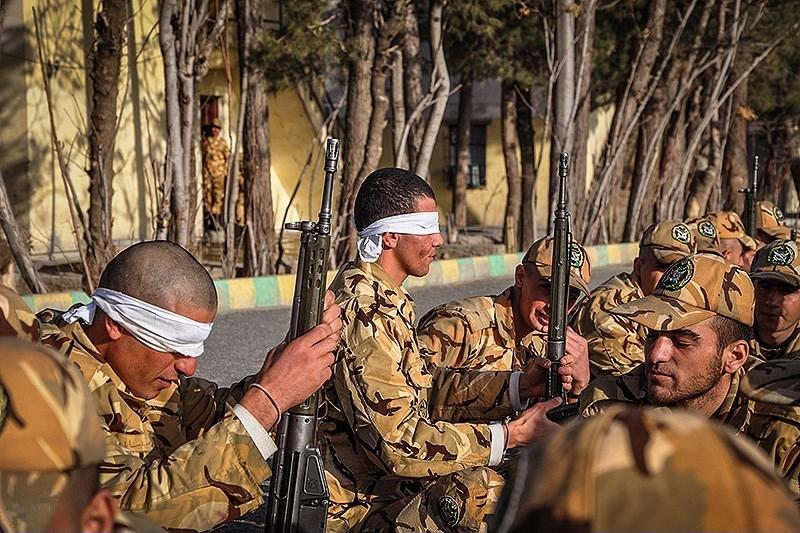
سربازان نیرو زمینی ارتش در پادگان کرمانشاه

افرادی که دارای سهمیه جانبازی هستند و فرزندان آن‌ها، شامل کم‌کردن مدت زمانِ سربازی اجباری یا معافیت کامل سربازی آن‌ها می‌شود. به‌طور کلی، هرچه درصد جانبازی شخص بالاتر بوده، دارای معافیت بیشتری برای فرزندان خود هستند. افرادی که دارای ۲۵ درصد جانبازی باشند و فرزندان آن‌ها، از سربازی اجباری کاملاً معاف می‌شوند. مطابق قوانین موجود برای سربازی اجباری، دریافت معافیت کامل، با سهمیه‌های جانبازی پدر حداقل ۲۵ درصد سهمیه‌های جانبازی مورد نیاز است که می‌توانند به ازای هر ۲۵ درصد، فرزندان‌شان کاملاً از سربازی اجباری معاف کنند. سهمیه‌های جانبازی می‌تواند از پدر یا مادر به فرزندان‌شان برسد و مدت زمان سربازی اجباری را برای فرزندان خود کمتر کنند یا درصورت کافی‌بودنِ سهمیه‌های جانبازی، معافیت کامل از سربازی اجباری برای فرزندان خود بگیرند.

## معافیت کفالت
بطور کلی میتوان معافیت کفالت را در چند دسته کلی تقسیم بندی کرد. هر دسته دارای قوانین و شرایط مشخصی میباشد که از سوی سازمان وظیفه عمومی تعیین شده است.

### ۱- کفالت مادر
مشمولانی که وظیفه سرپرستی از مادر را بر عهده دارند و مادر آن ها فاقد همسر است میتوانند در صورت وجود شرایط از خدمت سربازی معاف شوند.معافیت کفالت مادر تقریبا بیشترین تقاضا را در میان مشمولان دارد.

### ۲- کفالت پدر
مشمولانی که پدرشان به هر دلیلی از کار افتاده باشد و دیگر توانایی کار کردن نداشته باشد یا کهولت سن داشته باشد یا در نهایت بیماری صعب العلاج یا لاعلاج یا زمین گیر کننده ای داشته باشد میتوانند به این واسطه از خدمت سربازی معاف شوند.

### ۳- کفالت خواهر
مشمولانی هستند که بعنوان سرپرست خواهر محسوب میشوند در واقع جای پدر و همسر را برای خواهر پر کرده اند. بر اساس قانون در صورت وجود چنین شرایطی میتوان از خدمت سربازی معاف شد.

### ۴- کفالت برادر
اگر مشمولی دارای برادر صغیر کمتر از ۱۸ سال باشد و نقش پدر بعنوان سرپرست و نگهدارنده قانونی به او سپرده شده باشد میتواند بر اساس قانون با استفاده از معافیت کفالت برادر از خدمت سربازی معاف شود.

### ۵- کفالت مادر بزرگ
مادر بزرگ هایی هستند که برای زندگی نیاز به نگهداری دارند و مسمولیت اینکار بر عهده نوه پسر قرار گرفته است. در صورتی که مشمولی تنها نوه پسر نگه دارنده مادر بزرگ باشد میتواند بر اساس قانون از خدمت سربازی معاف شود.

### ۶- کفالت پدر بزرگ
در خصوص کفالت پدر بزرگ هم دقیقا قانون کفالت مادر بزرگ پابرجاست و هیچگونه تفاوتی وجود ندارد پس میتوان با کفالت پدربزرگ هم از خدمت سربازی معاف شد.

### ۷- معافیت سربازی کفالت همسر
معافیتی تحت عنوان معافیت کفالت همسر وجود دارد اما این قانون در واقع جز معافیت ها نیست و زیر مجموعه های موارد خاص است. درصورتی که مشمول با خانم معلول جسمی ازدواج کند و عقد آن ها ۵ سال پابرجا باشد میتواند از خدمت سربازی معاف شود.
حتی سازمان وظیفه عمومی قبل از رسیدن به ۵ سال برای مشمول معافیت موقت صادر میکند. جالب است بدانید این خانم بعد از اینکه موجب معافیت شخصی شود میتواند با کسی دیگر ازدواج کند و مجدد قانون برای شخص دوم یا اشخاص بعدی تکرار میشود و معافیت بلامانع است.

### ۸- معافیت سربازی کفالت بهزیستی
در انواع معافیت کفالت که گفته شد نام بهزیستی هم بعنوان یک نهاد حمایتی دیده میشود اما باید بدانید سازمان بهزیستی صادر کننده نیست بلکه تنها میتواند گواهی کند مشمول یا خانواده او در این سازمان عضویت دارند تا شخص از خدمت سربازی معاف شود.

#### انواع معافیت کفالت بهزیستی
- اگر مادر فاقد همسر عضو بهزیستی باشد یکی از پسر ها از خدمت سربازی معاف میشود.

- اگر مشمول به دلیل بیماری عضو بهزیستی باشد از خدمت سربازی معاف میشود.

- اگر برادر یا خواهر مشمول عضو بهزیستی باشد و او تنها پسر سالم یا بالای ۱۸ سال باشد از خدمت سربازی معاف میشود.

- اگر ۲ نفر از اعضای خانواده مشمول عضو بهزیستی باشد یکی از پسرها از خدمت سربازی معاف میشود.

- در صورت عضویت پدر در بهزیستی کمیسیون پزشکی نظام وظیفه تصمیم گیرنده است.[۱۰]

### شرایط معافیت کفالت
معافیت کفالت به معافیتی گفته می‌شود که به دلیل سرپرستی از افراد خانواده به شخص مشمول داده می‌شود. معافیت کفالت در شرایط زیر داده می‌شود:
- پدر 75 سال تمام و بالاتر
- پدر کمتر از 75 سال که به تشخیص شورای پزشکی وظیفه عمومی نیازمند مراقبت باشد.
- مادر فاقد همسر (همسر مادر فوت شده یا از یکدیگر طلاق گرفته باشند) یا شوهر مادر (ناپدری مشمول) که بیش از 75 سال سن داشته باشد یا به تشخیص شورای پزشکی وظیفه عمومی بیمار و نیازمند به مراقبت باشد.
- پدربزرگ (پدری یا مادری) فاقد فرزند پسر که بیش از 75 سال سن داشته یا نیازمند مراقب به تشخیص شورای پزشکی وظیفه عمومی باشد.
- مادربزرگ (پدری یا مادری) فاقد همسر و فرزند پسراست.
- برادر بیش از ۱۸ سال فاقد همسر، فاقد فرزند سالم بالای ۱۸ سال و فاقد پدر، که به تشخیص شورای پزشکی نیازمند مراقبت باشد.
- خواهر بیمار بیش از ۱۸ سال فاقد پدر، همسر و فرزند که نیازمند مراقبت به تشخیص شورای پزشکی وظیفه عمومی است.
- خواهر مجرد ازدواج نکرده، فاقد پدر دارای سن ۱۸ تا ۲۴ سال تمام باشد.
- خواهر و برادر صغیر که فاقد پدر باشند.

برای احراز شرایط معافیت کفالت علاوه بر موارد فوق، داشتن سه شرط ذیل برای کلیه متقاضیان معافیت کفالت الزامی است:
- فرد به سن مشمولیت رسیده باشد.
- مشمول فاقد غیبت باشد.
- مشمول یگانه مراقب و نگهدارنده از شخص مکفول (پدر، مادر، خواهر، برادر، پدربزرگ، مادربزرگ) باشد و در صورتی‌که مشمول دارای برادر بالای ۱۸ سال دیگری نیز باشد، در صورتی واجد شرایط معافیت کفالت است که بنا به تشخیص شورای پزشکی وظیفه عمومی آن برادر قادر به سرپرستی و مراقبت از شخص مکفول نباشد.

در معافیت کفالت جد و جده، پدربزرگ و مادربزرگ باید فاقد نوه ذکور بالای ۱۸ سال سالم دیگری باشند و در معافیتهایی که نداشتن پدر شرط است مانند کفالت خواهر و برادر صغیر و امثالهم چنانچه پدر با رای مراجع قضایی زندانی بوده و حداقل یکسال از حبس قطعی وی باقی‌مانده باشد نیز مشمولان می‌توانند در صورت دارا بودن شرایط تقاضای کفالت کند.

## بنیاد ملی نخبگان
بر اساس ماده ۱۴ اساسنامه بنیاد ملی نخبگان کشور، نخبه به فرد برجسته و کارآمدی گفته می‌شود که اثرگذاری وی در تولید علم، هنر و فناوری کشور محسوس باشد و هوش، خلاقیت، کارآفرینی و نبوغ فکری وی در راستای تولید دانش و نوآوری، موجب سرعت بخشیدن به رشد و توسعه علمی و متوازن کشور گردد.
مشمولانی که دارای رتبه‌های برتر المپیادها، کنکور سراسری، مسابقات کشوری و بین‌المللی در زمینه‌های علمی، پژوهشی هنری و قرآن باشند و نیز دیگر مشمولانی که دارای اختراع و … می‌باشند، با استفاده از شرایط نخبگی برای معافیت سربازی از تسهیلات ویژه سازمان نظام وظیفه عمومی برای نخبگان بهره‌مند می‌شوند.
معافیت نخبگان از خدمت سربازی به صورت گذراندن دوران خدمت با انجام تحقیقات و پژوهش‌های علمی بوده که حدود یک سال می‌باشد. موضوعات پژوهش‌ها توسط ستاد کل نیروهای مسلح مشخص می‌شود. علاوه بر این، نخبگان «دوران آموزشی کوتاه تری» نیز خواهند داشت.

## معافیت پزشکی

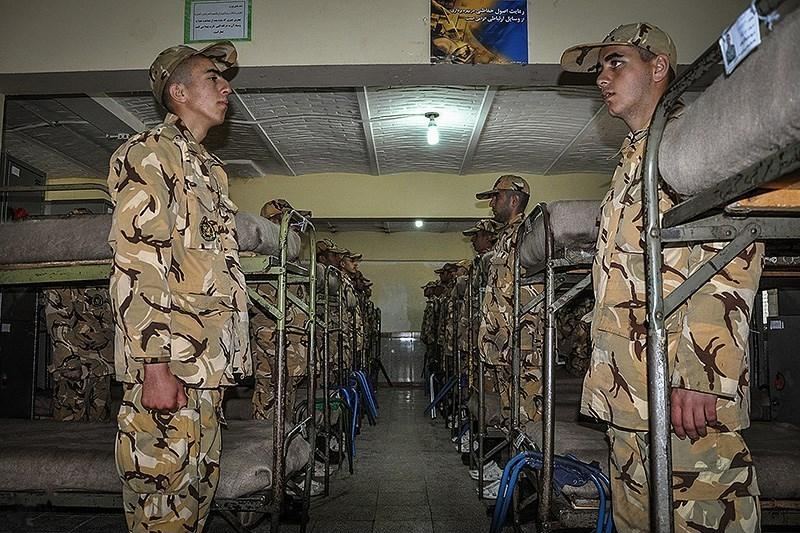
سربازان نیرو زمینی ارتش

دارندگان این نوع معافیت از آموزش، رزم مقدماتی ویا به‌طور کامل معاف هستند.
ایرانیان مشمول خارج از ایران هم می‌توانند با حضور در نمایندگی‌های جمهوری اسلامی ایران در خارج از این کشور در خواست معافیت پزشکی بدهند.
قانون ایران مشمولان خدمت وظیفه عمومی را از نظر وضع مزاجی، استعداد جسمی و روانی به چهار دسته تقسیم کرده‌است:
1. کسانی که از نظر جسمی و روانی سالم و قادر به انجام خدمت هستند.
2. کسانی که به علت نقص عضو یا ابتلا به بیماری از سلامتی کامل برخوردار نبوده اما قادر به انجام خدمت در امور غیررزمی می‌باشند.
3. کسانی که به علت عدم رشد یا ابتلا به بیماری موقتاً قادر به انجام خدمت دوره ضرورت نیستند.
4. مشمولانی که به علت نقص عضو یا ابتلا به بیماری جسمی یا روانی به‌طور دائم قادر به انجام خدمت دوره ضرورت نیستند.[۱۵]

### معافیت موقت پزشکی
اگر بر اساس آیین نامه های پزشکی موجود لازم باشد تا روند درمانی طی شود و بعد از آن شورای پزشکی تصمیم نهایی را اعلام کند به مشمول معافیت موقت پزشکی داده خواهد شد.این معافیت قبل از خدمت سربازی و در حین خدمت در بازه های ۶ ماهه صادر میشود و میتواند تا چند دوره به مشمول معافیت موقت پزشکی تعلق گیرد.
با دریافت معافیت موقت پزشکی و نیاز به درمان مشمول در خارج از کشور امکان خروج از کشور فراهم خواهد شد همچنین مشمول موظف است در پایان این دوره خود را برای بررسی مجدد به نظام وظیفه یا یگان خدمتی معرفی کند.مهم ترین بیماری های دارای معافیت موقت پزشکی:
- بیماری واریکوسل

- بیماری هیدروسل
- بیماری های مربوط به جراحی دیسک کمر
- بیماری های مربوط به مشکلات پوستی
- بیماری های مربطو به شکستگی استخوان
- بیماری های مربوط به اعصاب و روان
- بیماری های غدد

### از اعتبار ساقط شدن آیین‌نامه قدیمی معافیت پزشکی
در سال ۱۳۹۴ سازمان نظام وظیفه عمومی، آیین‌نامهٔ معافیت قبلی را تصحیح کرده و آیین‌نامه جدیدی را منتشر کرد که در سایت زیر قابل نمایش است:
آیین‌نامه اجرایی معاینه و معافیت پزشکی مشمولان خدمت وظیفه عمومی

#### بند ۸- اختلال رفتار (عدم تعادل عصبی و روانی) و «کژخوئیها»
به‌طوری‌که مغایر شئونات نظامی باشد همچنین «انحرافات اخلاقی و جنسی» مانند ترانس سکسوالیسم معاف دائم. این آیین‌نامه معافیت نظام وظیفه جدید از مرداد ۱۳۹۳ اجرایی شده‌است. پیش از اجرایی شدن آیین‌نامه جدید معافیت پزشکی، هر دو این افراد طبق یک بند و تحت عنوان کلی اختلالات رفتاری در بخش بیماری‌های اعصاب و روان از خدمت اجباری سربازی معاف می‌شدند. اما پس از تغییر قانون و شکل‌گیری تدریجی رویه‌های جدید، اگر چه همجنس‌گرایی و ترنس‌جندر بودن هنوز به عنوان بیماری‌های اعصاب و روان شناخته شده‌اند اما دو بند جداگانه و مشخص به آن اختصاص داده شده‌است که به عنوان دلیل معافیت روی کارت می‌آید و مشخص می‌شود. این امر در روز ۲۸ اردیبهشت مصادف با روز مقابله با همجنسگرا و ترنس هراسی مورد بررسی و اعتراض شبکه لزبین‌ها و ترنسجندرهای ایرانی (شش رنگ) قرار گرفت و انعکاس رسانه‌ای وسیعی را در پی داشت.

## معافیت تحصیلی
معافیت تحصیلی جزو معافیت‌های موقت است، به این معنی که دانش‌آموزان و دانشجویان تا زمانی که تحصیل می‌کنند از خدمت معاف هستند.
معافیت تحصیلی به دو روش وجود دارد:
۱. معافیت تحصیلی دانشجویان انصرافی:
فرایند بازگشت به تحصیل مشمولان انصرافی از دانشگاه‌ها به شرط:
1. کمیسیون موارد خاص استان یا دانشگاه با اعاده تحصیل آنها موافقت نموده باشد.
2. به خدمت دوره ضرورت اعزام نشده باشد (مشغول به انجام خدمت سربازی نباشد).
3. عدم قرار گرفتن در سنوات ارفاقی به عبارتی در سنوات اولیه انصراف، اخراج، ترک تحصیل شده باشند.
4. عدم گذشت بیش از یکسال از تاریخ انصراف، اخراج، ترک تحصیل.
5. امکان فراغت از تحصیل در سنوات مجاز تحصیلی وجود داشته باشد.

| مقطع تحصیلی            | حداکثر سال مجاز برای تحصیل |
| ---------------------- | -------------------------- |
| کاردانی                | ۲/۵                        |
| کارشناسی ناپیوسته      | ۳                          |
| کارشناسی ارشد ناپیوسته | ۳                          |
| کارشناسی پیوسته        | ۵                          |
| کارشناسی ارشد پیوسته   | ۶                          |
| دکتری پزشکی پیوسته     | ۸                          |
| دکتری تخصصی ناپیوسته   | ۶                          |

۲. معافیت تحصیلی دانش آموزان:
فرایند اخذ معافیت تحصیلی دانش آموزان:
- ۱) از اول ماه ورود به ۱۹ سالگی، ارائه درخواست معافیت تحصیلی به مراکز خدمات الکترونیک انتظامی (پلیس +۱۰).
- ۲) صدور معافیت تحصیلی دانش آموزان با سقف سنوات تحصیلی حداکثر تا ۲۰ سالگی تمام.
- ۳) ارائه معافیت تحصیلی به واحد آموزشی، در صورت انتقال مشمول به واحد آموزشی شهر دیگر:
- ۴) ارائه درخواست ثبت انتقال معافیت تحصیلی از واحد آموزشی ثانویه به مرکز خدمات الکترونیک انتظامی (پلیس +۱۰).
- ۵) صدور معافیت تحصیلی جدید و ارائه آن به محل تحصیل جدید. پس از فراغت از تحصیل، ترک تحصیل، اخراج یا انصراف از تحصیل.
- ۶) ارائه فرم تکمیل شده آخرین وضعیت مشمولان دانش آموز به مراکز خدمات الکترونیک انتظامی (پلیس +۱۰) .

## معافیت افراد معلول در ایران
در ایران و بر اساس قانون جامع حمایت از معلولان، معلولینی که دارای شرایط متن این قانون باشند از سربازی معاف شده‌اند و معافیت پزشکی دریافت می‌کنند. گزارش‌هایی از وجود تبعیض در استخدام میان افراد دارای معافیت پزشکی توسط ادارات دولتی یا خصوصی در میان مردم و رسانه‌ها وجود دارد. از آنجایی که فشار روحی، روانی و اقتصادی زیادی بر خانواده‌های دارای فرزند معلول وجود دارد، در گذشته امکان معافیت برای یک پسر دیگر و سالم خانواده دارای فرزند معلول نیز وجود داشت. اما هم‌اکنون و بر اساس ماده ۶ قانون جامع حمایت از حقوق معلولان، فقط خانواده‌های دارای دو فرزند معلول می‌توانند فرزند دیگر و سالم خود را از سربازی معاف کنند. افرادی که بر اساس متن این قانون، والدین آنها دارای معلولیت باشند از سربازی معاف شده‌اند.

## معافیت سه‌برادری
در اردیبهشت ماه سال ۱۳۸۸، مسئولان سازمان وظیفه عمومی جمهوری اسلامی ایران به دلیل تراکم بیش از حد مشمولان خدمت سربازی، قوانین جدید معافیت را اعلام کردند. یکی از این قوانین، قانون معافیت سه برادری بود. طبق این قانون یکی از فرزندان خانواده‌هایی که ۳ فرزند آنان خدمت دوره ضرورت را انجام داده‌اند، از انجام خدمت دوره ضرورت معاف است. با اعلام این خبر موجی از شادی، جوانان مشمول این قانون را فرا گرفت. از اوایل خرداد ماه این قانون عملیاتی شد و هزاران جوان مشمول این قانون مدارک خود را جهت معافیت به دفاتر پلیس+۱۰ در سراسر کشور تحویل دادند. چند ماه از اجرای این قانون گذشت ولی از کارت معافیت مشمولان این قانون که مدارک خود را تحویل داده بودند خبری نشد. در مهرماه، سردار زاده کمند، رئیس سازمان وظیفه عمومی اعلام کرد به دلیل زمانبر بودن صدور کارتها به صورت دستی، صدور کارت هوشمند معافیت برای مشمولان این قانون از آذر ماه آغاز می‌شود و در صورت نیاز فوری، مشمولان این قانون می‌توانند از رده‌های وظیفه عمومی گواهی موقت دریافت کنند. گواهی موقت وعده داده شده توسط مسئولان سازمان وظیفه عمومی برای بسیاری از سازمانها، ادارات و شرکتها قابل قبول نبود و مشمولان این قانون همچنان در انتظار دریافت کارت معافیت ماندند. در تاریخ ۲۹ آبان ۱۳۸۸ سردار زاده کمند در مصاحبه‌ای با جام جم اعلام کرد: «بررسی پرونده این افراد که بالغ بر ۲۸۵ هزار نفر می‌باشند در مراحل نهایی است و از آنجایی که صدور کارت دستی برای این تعداد به بیش از ۷ ماه زمان نیاز دارد لذا پیش‌بینی گردیده‌است از آذرماه ۱۳۸۸ صدور کارت هوشمند را که حداکثر ظرف سه ماه به اتمام می‌رسد داشته باشیم.» این در حالی بود که رئیس سازمان وظیفه عمومی در اواخر مهر ماه اعلام کرده بود: «از ابتدای سه‌ماهه چهارم امسال، کارت‌های هوشمند معافیت صادر خواهد شد. تاکنون ۲۶۰ هزار نفر واجد شرایط استفاده از معافیت سه برادری شده‌اند. امیدواریم در دوماهه آغاز صدور کارت‌های هوشمند برای تمامی این مشمولان کارت معافیت هوشمند صادر شود.» در اواسط آذر ماه مسئولان سازمان وظیفه عمومی اعلام کردند پرونده‌های سربازان مشمول این قانون، بررسی شده و آماده صدور کارت می‌باشد و کارت همه مشمولان این قانون (اعم از سرباز و غیر سرباز) تا پایان سال صادر می‌شود. همچنین اعلام شد تمامی مشمولان این قانون، با فراخوان، بایستی به حوزه‌های وظیفه عمومی مراجعه کرده و یک فیش ۷۰۰۰ تومانی و فرم تعهد دیگری را تکمیل نمایند. در اول بهمن ماه، سردار زاده کمند اعلام کرد: «طبق برنامه‌ریزی‌های انجام شده در این سازمان، اقدامات لازم جهت صدور کارت معافیت مشمولانی که مدارک خود را برای معافیت پسر چهارم خانواده‌ای که ۳ برادر خدمت کرده دارند، آغاز شده و کارت معافیت این افراد تا پایان سال ۱۳۸۸ صادر خواهد شد.».
با نزدیک شدن به روزهای پایانی سال، روز به روز احتمال تحقق وعده‌های مسئولان سازمان وظیفه عمومی کمتر می‌شد. در تاریخ ۵ اسفند ماه سردار زاده کمند اعلام کرد از روز شنبه مورخ ۸ اسفند ۱۳۸۸، کارت هوشمند معافیت ۳ برادری در سراسر کشور صادر می‌شود. ولی باز هم این وعده عملی نشد. در روز سه شنبه مورخ ۱۸ اسفند ۱۳۸۸ سردار زاده کمند اعلام کرد: «صدور کارت معافیت مشمولان واجد شرایط فرزند چهارم از هفته جاری در کشور آغاز شده‌است.».
این نوع معافیت از اول فروردین ۱۳۹۱ متوقف شد.

## بخشودگی سنی
طبق قانون «هر فرد ذکوری که ۵۰ سال تمام داشته باشد برابر قانون از اعزام به خدمت سربازی معاف است و شناسنامه فرد به منزله کارت پایان خدمت محسوب می‌شود.»

## متأهل بودن و فرزندآوری
با دستور فرمانده کل قوا، سید علی خامنه‌ای به ازای هر فرزند، ۳ ماه از مدت خدمت سربازی کم می‌شود. همچنین افرادی که ۴ فرزند داشته باشند از سربازی معاف می‌شوند.